# Fazliddin Gʻoibnazarov
Fazliddin Gʻoibnazarov, oder auch Fazliddin Gaibnazarov und Fasliddin Gaibnasarow (* 16. Juni 1991 in Bekobod) ist ein usbekischer Profiboxer aus Buxoro. Als Amateur wurde er 2016 Olympiasieger im Halbweltergewicht (-64 kg).

## Amateurkarriere
Er begann 2003 mit dem Boxen und gewann 2007 eine Bronzemedaille bei den Kadetten-Weltmeisterschaften in Baku, die Silbermedaille beim Chemiepokal 2011, die Silbermedaille bei der Sommer-Universiade 2013 und die Goldmedaille bei den internationalen Turnieren Sidney Jackson Memorial Tournament 2010 und 2011, sowie dem Shaheed Benazir Bhutto Memorial Tournament 2011.
Bei den Weltmeisterschaften 2011 in Baku unterlag er im Viertelfinale gegen Wassyl Lomatschenko, nachdem er zuvor unter anderem Eugen Burhard und Wellington Arias besiegt hatte. Er startete dann bei den Olympischen Sommerspielen 2012 in London, schied jedoch erneut im Viertelfinalkampf gegen Han Soon-chul aus. Bei den Weltmeisterschaften 2013 in Almaty unterlag er in der zweiten Vorrunde gegen Lázaro Álvarez.
Mit dem zweiten Platz bei den Asienmeisterschaften 2015 in Bangkok qualifizierte er sich für die Weltmeisterschaften 2015 in Doha. Nach einem Freilos für die Vorrunde, besiegte er im Achtelfinale Thulasi Tharumalingam aus Katar durch K. o. in der ersten Runde. Im anschließenden Viertelfinale gewann er 3:0 gegen den Italiener Vincenzo Mangiacapre und zog ins Halbfinale ein, wo er den Thailänder Wuttichai Masuk 3:0 besiegen konnte. Er stand somit im Finale gegen den Russen Witali Dunaizew, dem er knapp nach Punkten unterlag. Gʻoibnazarov erkämpfte sich damit auch die Qualifikation für die Olympischen Spiele 2016.
Bei den Olympischen Spielen 2016 in Rio de Janeiro gewann er die Goldmedaille mit Siegen über Malonga Dival (TKO), Manoj Kumar (3:0), Gary Russell (2:1), Witali Dunaizew (2:1) und Collazo Sotomayor (2:1).

## Profikarriere
Sein Profidebüt gab er am 22. April 2017 im kalifornischen StubHub Center.